# Algemeene Nederlandsche Fascisten Bond
Algemene Nederlandse Fascistenbond (ANFB) was een Nederlandse politieke partij tussen 1931 en 1934. De ANFB ontstond in 1931 uit de al bestaande groep De Bezem, die ook een gelijknamig blad uitgaf. De ANFB werd op grote schaal financieel gesteund door de miljonair Alfred Haighton (1896-1943). De 'leider' van de ANFB was Jan Baars, een Amsterdams marktkoopman en later verzetsstrijder gedurende de Tweede Wereldoorlog. In 1933 had de partij 3.500 tot 4.000 leden maar bij de Tweede Kamerverkiezingen van 1933 lukte het de ANFB met 15.814 stemmen (0,43%) niet om een zetel te bemachtigen. Desondanks was zij een beweging van enige betekenis: de eerste Nederlandse fascistische partij met een redelijke aanhang.
De ANFB verwierp het antisemitisme en het nationaalsocialisme. Dit was een van de redenen waarom Haighton in 1933 zijn financiële steun aan de ANFB opzegde. Toen de ANFB uiteindelijk toch een radicale koers wilde gaan varen stapte Baars als leider op. In 1934 ging het ANFB op in de Corporatieve Concentratie.